# 元気つくし
元気つくし（げんきつくし）は、福岡県農業総合試験場・農産部・水稲育種チームが育成した水稲の品種名。高温登熟性に優れる品種である。地方番号はちくし64号。

## 概要
福岡県農林業総合試験場が2008年度に開発し、2009年より福岡県内限定で栽培されている品種である。
2023年産の作付面積は6310ヘクタールで、これは福岡県産米全体の約2割を占めている。

## 開発の経緯
一般的に水稲は穂が出てからの気温が摂氏24度から摂氏25度が適温と言われており、気温が摂氏27度を超えると実の中へ蓄積されるデンプンが不十分となって、白く濁った「乳白米」や「背白米」と呼ばれる状態になる。
福岡県産の米は、2004年以降、一等米の比率が連続して30パーセントを下回っており、この品質低下の原因は8月から9月の気温がだんだんと高くなっていることと考えられている。高気温に対しては、田植えの時期を遅らせるぐらいしか対策もなく、それでもその年の残暑が厳しいと、被害は避けられない。このため、暑さに強い米の品種の育成が望まれてた。
高温登熟性の試験には、水田に摂氏35度の湯を流し込み、人工的に夏の暑さを再現することで行われた。

## 名称
「暑さに強く元気に育つ、おいしいお米」、「食べる人に元気を与える、おいしいお米」の意で名づけられている。

## 特徴
つくしろまん、ヒノヒカリと比較した場合、以下のような特徴がある。
- 出穂期、成熟期は、つくしろまんと同程度で「早生」に属する粳種である[1]。
- つくしろまんと比較すると、稈長、穂長はやや長く、穂数は同程度からやや少ない「中間型」となっている[1]。
- 収量性、千粒重は同程度[1]。
- 検査等級は優れる[1]。
- 高温登熟性は「強」であり、温水掛け流し処理および早植栽培で高温登熟処理を行っても、玄米の白未熟粒の発生は少ない[1]。
- 味は、ヒノヒカリより優れ、つくしろまんと同程度の「極良食味」。冷飯および古米の食味もつくしろまんと同程度に優れている[1]。
- 耐倒伏性は「やや弱」く、いもち病圃場抵抗性は、葉いもちは「弱」、穂いもちは「やや弱」である[1]。
  - いもち病には弱いため、防除が必要となってくる[1]。
- 穂発芽性は「難」[1]。

## 交配
つくしろまん（ちくし46号）ｘつくし早生

## 味
日本穀物検定協会が実施しているその年に生産された米の食味ランキングにおいて、元気つくしは2020年産から2023年産まで連続して「特A」に格付けされている。

## テレビCM
「冷めてもうまい元気つくし」のフレーズでテレビCMも展開されている（2022年時点）。